# Volker Zschorlich
Volker Zschorlich (* 1955) ist ein deutscher Sportwissenschaftler und Hochschullehrer.

## Leben
Zschorlich absolvierte nach dem in Oldenburg bestandenen Abitur ein Lehramtsstudium in den Fächern Sport und Germanistik. Dieses Studium bestritt er an der Universität Oldenburg und an der Universität Osnabrück. Anschließend folgte ein Promotionsstudium in Oldenburg (Abschluss 1986), zudem war er wissenschaftlicher Angestellter am Institut für Sportwissenschaft der Uni Oldenburg. Nach seiner Habilitation in Oldenburg (Abschluss 1995; Thema: „Systemanalyse menschlicher Bewegungen“) übernahm er an der Universität Rostock zunächst eine Lehrstuhlvertretung, ehe er 2000 die Professur für Bewegungswissenschaft antrat. Er wurde zudem Leiter des Instituts für Sportwissenschaft der Uni Rostock. Im Oktober 2019 schied er aus dem Hochschuldienst.
Von 2001 bis 2005 war Zschorlich Vorstandsmitglied in der Deutschen Vereinigung für Sportwissenschaft (DVS) sowie ab 1999 Sprecher der DVS-Sektion Biomechanik.
Zschorlichs Forschungsschwerpunkte umfassen insbesondere biomechanische Themen. Zu seinen wichtigen Veröffentlichungen gehören diesbezüglich der Beitrag „Grundlagen der Sportbiomechanik“ (2003) und „Forschungstrends in der Biomechanik“ (2006). Er leitete unter anderem Forschungsprojekte in den Sportarten Radsport („Die Untersuchung der Querkraftentwicklung bei der Tretbewegung im Radsport“, 1995/1996; „Entwicklung eines biomechanischen Meßplatzes mit Sofortinformation zum Einsatz im Techniktraining des Radsportes“, 1990/1991) Wasserspringen („Strömungsmechanische, biomechanische und trainingswissenschaftliche Untersuchung der Spritzerbildung beim Eintauchvorgang im Wasserspringen“, 2001) und Leichtathletik („Die Analyse der Geschwindigkeitsfluktuation im Hürdensprint“, 1996–1998).